# 雲仙鉄道
雲仙鉄道（うんぜんてつどう）は、かつて長崎県南高来郡愛野村（現・雲仙市）の島原鉄道愛野村駅（現・愛野駅）から同県南高来郡小浜町（現・雲仙市）の雲仙小浜駅（開業時は肥前小浜駅）を結んでいた鉄道路線、およびその運営会社である。1938年（昭和13年）に全線が廃止された。

## 路線データ
- 路線距離（営業キロ）：17.34km
- 軌間：1067mm
- 駅数：9駅（起終点駅含む）
- 複線区間：なし（全線単線）
- 電化区間：なし（全線非電化）
- 閉塞方式：

## 歴史
島原鉄道の愛野村駅から南側に分岐して島原半島西部を横断し、半島中西部の温泉地である小浜に至る路線であった。島原半島に島原鉄道・口之津鉄道を開業させていた植木元太郎が温泉（うんぜん）軽便鉄道（後の温泉鉄道）を設立し、同社の手により1923年（大正12年）に愛野村 - 千々石間を開業した。続いて本多親宗らが設立した小浜地方鉄道（後の小浜鉄道）が1927年（昭和2年）に温泉鉄道と接続する形で千々石 - 肥前小浜間を開業し、諫早 - 肥前小浜間の直通運転を実施した。しかし肥前小浜駅（後の雲仙小浜駅）が小浜町の中心部から北に2kmほど離れていたこともあり業績はふるわなかった。温泉鉄道は自動車に客を奪われ政府補助金を受けていてもなお欠損を生じた結果10数万円の負債を抱えることになった。このため小浜鉄道との合併を画策するも鉄道財団抵当権者である日本興業銀行の了解をえられなかった。また小浜鉄道へ路線を賃貸することもできず、小浜鉄道へ営業管理委託を計画していたさなか競売にかけられる事態になってしまった。窮地に陥った温泉鉄道は銀行と折衝した結果、1、債務を保証人により代位弁済する。2、鉄道及び営業権を小浜鉄道へ譲渡し会社は解散する。3、小浜鉄道は鉄道及び営業権を譲受しその代金支払を代位弁済した保証人に支払う。以上の条件で路線を残すことになった。こうして1933年（昭和8年）に雲仙鉄道（←小浜鉄道）は温泉鉄道の路線を引継ぐことになった。その後も経営は好転せず1935年（昭和10年）には島原鉄道に経営委託したが、1937年（昭和12年）3月に政府補助金が支給期限満了し、さらに損失に対し私財を提供していた社長も6月に死亡したことから1938年（昭和13年）に廃止された。

### 温泉軽便鉄道→温泉鉄道
- 1919年（大正8年）12月2日 : 温泉軽便鉄道に対し鉄道免許状下付（高来郡愛野村-同郡千々石村間）[5][6]
- 1920年（大正9年）7月6日 : 温泉軽便鉄道設立（社長植木元太郎）[7][6]。
- 1923年（大正12年）5月5日 : 愛野村 - 千々石を開業[8]。
- 1924年（大正13年）5月31日 : 温泉鉄道に社名を変更[9]
- 1926年（大正15年）
  - 1月21日 : 植木元太郎が取締役を辞任[10]。
  - 7月1日 : 浜駅開業。
- 1927年（昭和2年）6月 : 島原鉄道・温泉鉄道・小浜鉄道の3社で諫早 - 肥前小浜間の直通運転を開始。
- 1932年（昭和7年）11月 : 島原鉄道との直通運転を廃止。
- 1933年（昭和8年）10月2日 : 鉄道敷設免許を雲仙鉄道に譲渡[11][12]。会社解散。

### 小浜地方鉄道→小浜鉄道→雲仙鉄道
- 1920年（大正9年）12月2日 : 小浜地方鉄道に対し鉄道免許状下付（高来郡千々岩村-同郡小浜村間）[13][6]。
- 1921年（大正10年）8月25日 : 小浜地方鉄道設立（社長本多親宗）[7][6]。
- 1927年（昭和2年）
  - 3月10日 : 千々石 - 肥前小浜（後の雲仙小浜）を開業[14]
  - 5月24日 : 小浜鉄道に社名を変更。
  - 6月 : 島原鉄道・温泉鉄道・小浜鉄道の3社で諫早 - 肥前小浜間の直通運転を開始。
- 1929年（昭和4年）10月18日 : 鉄道免許取消（1920年12月2日免許小浜町地内 工事竣功セザルタメ）[15]
- 1932年（昭和7年）11月 : 島原鉄道との直通運転を廃止。
- 1933年（昭和8年）
  - 7月27日 : 雲仙鉄道に社名を変更[12]。
  - 10月2日 : 温泉鉄道から鉄道敷設免許を譲受[11]。
- 1935年（昭和10年）6月1日 : 島原鉄道に経営委託開始。1年後期間満了により委託解除[16]。
- 1937年（昭和12年）6月10日 : 本多親宗現職のまま死亡[17]。
- 1938年（昭和13年）8月15日 : 愛野村 - 雲仙小浜間全線廃止[18][19]。

## 運行形態
温泉軽便鉄道として開業した当時は1日7往復が運行されていた。

## 輸送・収支実績

### 温泉軽便鉄道→温泉鉄道
| 年度 | 乗客（人） | 貨物量（トン） | 営業収入（円） | 営業費（円） | 益金（円） | その他損金（円） | 支払利子（円） | 政府補助金（円） |
| ---- | ---------- | -------------- | -------------- | ------------ | ---------- | ---------------- | -------------- | ---------------- |
| 1923 | 111,307    | 4,735          | 32,590         | 38,961       | ▲ 6,371    |                  | 21,240         | 0                |
| 1924 | 124,748    | 5,293          | 32,331         | 42,933       | ▲ 10,602   |                  | 31,780         | 0                |
| 1925 | 135,947    | 5,252          | 34,174         | 46,078       | ▲ 11,904   | 雑損1,521        | 36,975         | 40,101           |
| 1926 | 135,618    | 6,107          | 34,345         | 43,487       | ▲ 9,142    | 雑損220          | 35,475         | 27,720           |
| 1927 | 171,932    | 6,384          | 46,026         | 42,437       | 3,589      | 雑損3,573        | 35,322         | 27,284           |
| 1928 | 162,084    | 8,168          | 45,165         | 49,438       | ▲ 4,273    |                  | 34,997         | 27,304           |
| 1929 | 142,434    | 5,976          | 38,198         | 39,149       | ▲ 951      | 雑損6,507        | 37,911         | 27,744           |
| 1930 | 108,365    | 5,434          | 29,500         | 38,123       | ▲ 8,623    | 雑損2,285        | 35,641         | 27,809           |
| 1931 | 86,150     | 2,674          | 20,088         | 25,594       | ▲ 5,506    | 雑損562          | 38,064         | 27,847           |
| 1932 | 65,974     | 2,050          | 23,007         | 26,861       | ▲ 3,854    | 雑損1,934        | 8,013          | 27,770           |
| 1933 | 33,298     | 528            | 6,089          | 12,696       | ▲ 6,607    | 雑損97           | 4,381          | 2,556            |

### 小浜地方鉄道→小浜鉄道
| 年度 | 乗客（人） | 貨物量（トン） | 営業収入（円） | 営業費（円） | 益金（円） | その他損金（円） | 支払利子（円） | 政府補助金（円） |
| ---- | ---------- | -------------- | -------------- | ------------ | ---------- | ---------------- | -------------- | ---------------- |
| 1926 | 6,643      | 18             | 3,744          | 2,422        | 1,322      |                  |                |                  |
| 1927 | 150,446    | 1,789          | 33,922         | 48,105       | ▲ 14,183   | 雑損202          | 66,340         |                  |
| 1928 | 133,519    | 2,540          | 30,854         | 43,061       | ▲ 12,207   |                  | 38,568         | 63,866           |
| 1929 | 123,972    | 2,222          | 27,000         | 39,166       | ▲ 12,166   | 雑損670          | 41,537         | 43,475           |
| 1930 | 96,005     | 1,744          | 20,328         | 33,549       | ▲ 13,221   | 雑損15,740       | 46,459         | 43,707           |
| 1931 | 58,576     | 1,231          | 14,006         | 18,627       | ▲ 4,621    | 雑損1,276        | 51,034         | 21,913           |
| 1932 | 42,309     | 1,005          | 11,077         | 19,946       | ▲ 8,869    | 雑損4,802        | 39,964         | 36,423           |
| 1933 | 65,288     | 1,229          | 12,386         | 34,559       | ▲ 22,173   | 雑損20,644       | 40,045         | 43,719           |

### 雲仙鉄道
| 年度 | 乗客（人） | 貨物量（トン） | 営業収入（円） | 営業費（円） | 益金（円） | その他損金（円）      | 支払利子（円） | 政府補助金（円） |
| ---- | ---------- | -------------- | -------------- | ------------ | ---------- | --------------------- | -------------- | ---------------- |
| 1934 | 130,511    | 3,555          | 28,708         | 36,263       | ▲ 7,555    | 雑損26,793            | 21,690         | 43,730           |
| 1935 | 127,382    | 4,173          | 28,249         | 39,439       | ▲ 11,190   | 雑損17,251            | 15,181         | 43,783           |
| 1936 | 163,786    | 5,134          | 35,414         | 53,969       | ▲ 18,555   | 雑損償却金8,376       | 17,103         | 43,836           |
| 1937 | 160,279    | 4,070          | 34,139         | 48,685       | ▲ 14,546   | 雑損14,473、自動車426 | 11,046         | 19,527           |

1937年度に債務免除200,000円を計上している。
- 鉄道省鉄道統計資料、鉄道統計資料、鉄道統計各年度版

## 駅一覧
愛野村駅 - 愛津駅 - 水晶観音駅 - 浜駅 - 千々石駅 - 上千々石駅 - 木津ノ浜駅 - 富津駅 - 雲仙小浜駅

## 接続路線
- 愛野村駅：島原鉄道島原鉄道線

## 車両
温泉軽便鉄道開業時に用意された車両は機関車（雨宮製作所製）1両、二・三等合造ボギー客車ホロハ1・2（岡部鉄工所製、定員66人二等14人三等52人）、四輪有蓋貨車ワ1・2（岡部鉄工所製）、四輪有蓋緩急車ワフ1・2（岡部鉄工所製）、他に島原鉄道より機関車4号を借入。1924年（大正13年）3月に四輪三等手荷物緩急車ハニ1（定員38人）が竣功。同月四輪無蓋貨車（ト1-5）5両を島原鉄道より購入（1924年4月使用認可）。1925年（大正14年）7月に全車両が自動連結器に交換。1927年（昭和2年）島原鉄道より機関車と客車を購入（機関車（3）1両、四輪二・三等合造客車（島原ロハ3→ロハ10）1両、四輪三等客車（島原ハ4・5→ハ20・21）2両）。1927年（昭和2年）島原鉄道へ二・三等合造ボギー客車ホロハ2を売却。
小浜地方鉄道開業に用意された車両は機関車2両、四輪三等客車ハ2475（形式2475）、四輪二三等客車ロハ300（形式293）・ロハ877（形式858）、有蓋緩急車ワフ4993（形式4991）・ワフ5264（形式5264）→小浜地方ワ4・5、有蓋車ワ52457（形式5000）→小浜地方ワ10。すべて国鉄からの払下げであった。

### 蒸気機関車
1, 2
旧小浜鉄道所属。1904年、日本鉄道大宮工場製の車軸配置0-6-0 (C) のタンク機関車。旧番号は1041, 1043。2は、明治鉱業庶路鉱業所に譲渡され1となる。
23
旧温泉鉄道1。1922年、雨宮製作所製車軸配置2-4-0 (1B) の27t級タンク機関車。廃止後、南武鉄道に譲渡。3となり、その後鉄道省90となる。
24
旧温泉鉄道2。1871年、英シャープ・スチュアート製車軸配置2-4-0 (1B) の22t級タンク機関車。鉄道院161から島原鉄道3を経て、1927年3月入線。

### 客車
ホロハ101
旧温泉鉄道ホロハ1。廃止後は、口之津鉄道に譲渡されホハフ33となり、合併により島原鉄道に移った。同形車にホロハ2があったが、1927年に島原鉄道へ譲渡され、ホロハ31 → ホハ31 → ホハフ31となった。

### ガソリンカー
温泉鉄道
カハ5　1929年東洋車輌製の木製2軸車。定員40人。1937年3月廃車
小浜鉄道
カハ1、2　1929年日本車輌製の半鋼製2軸車。定員32人
カハ21、22　1936年日本車輌製半鋼製ボギー車。定員60人。廃止後譲渡されたが、うち1両は篠山鉄道→西武鉄道→日立電鉄と長期間使用された。

### 車両表
| 車種         | 旧所属 | 形式番号     | 申請・届 | 製造年 | 製造所                 | 前歴         | 1936年改番 | 廃車                  |
| ------------ | ------ | ------------ | -------- | ------ | ---------------------- | ------------ | ---------- | --------------------- |
| 機関車       | 小浜   | 1            | 1926年   | 1904年 | 日本鉄道大宮工場       | 国鉄1043     | 21         | 廃線まで在籍          |
| 機関車       | 小浜   | 2            | 1926年   | 1904年 | 日本鉄道大宮工場       | 国鉄1041     | 22         | 廃線まで在籍          |
| 機関車       | 温泉   | 1            | 1923年   | 1922年 | 雨宮製作所             |              | 23         | 1937年4月（南武鉄道） |
| 機関車       | 温泉   | 3            | 1927年   | 1871年 | シャープ・スチュアート | 島原鉄道     | 24         | 1937年3月             |
| 客車         | 温泉   | ホロハ1      | 1923年   | 1923年 | 岡部鉄工所             |              | ホロハ101  | 廃線まで在籍          |
| 客車         | 温泉   | ホロハ2      | 1923年   | 1923年 | 岡部鉄工所             |              |            | 1927年（島原鉄道）    |
| 客車         | 小浜   | ロハ300      | 1926年   |        | 平岡工場か新橋工場     | 国鉄ロハ300  |            |                       |
| 客車         | 小浜   | ロハ877      | 1926年   |        | 平岡工場か新橋工場     | 国鉄ロハ877  |            |                       |
| 客車         | 小浜   | ロハ10       |          |        |                        | ロハ300か877 | ロハ111    | 廃線まで在籍          |
| 客車         | 小浜   | ロハ11       |          |        |                        | ロハ300か877 | ロハ112    | 1937年12月            |
| 客車         | 温泉   | ロハ10       | 1927年   | 1895年 | 阪堺鉄道               | 島原鉄道     | ロハ113    | 1937年3月             |
| 客車         | 温泉   | ハ20         | 1927年   | 1895年 | 阪堺鉄道               | 島原鉄道     | ハ121      | 廃線まで在籍          |
| 客車         | 温泉   | ハ21         | 1927年   | 1895年 | 阪堺鉄道               | 島原鉄道     | ハ122      | 廃線まで在籍          |
| 客車         | 温泉   | ハニ1        | 1923年   | 1923年 | 岡部鉄工所             |              | ハニ141    | 廃線まで在籍          |
| 客車         | 小浜   | ハ2475→フハ1 | 1926年   |        | 汽車製造               | 国鉄ハ2475   | フハ131    | 1937年3月             |
| 客車         | 小浜   | ハ2→フハ2    | 1928年   |        |                        | 国鉄ハ2638   | フハ132    | 1937年12月            |
| 客車         | 小浜   | フハ3        | 1928年   |        |                        | 国鉄ハ4785   | フハ133    | 1937年12月            |
| 貨車         | 温泉   | ワ1          | 1923年   | 1923年 | 岡部鉄工所             |              | ワ161      | 廃線まで在籍          |
| 貨車         | 温泉   | ワ2          | 1923年   | 1923年 | 岡部鉄工所             |              | ワ162      | 廃線まで在籍          |
| 貨車         | 小浜   | ワ10         | 1926年   |        | 日本車輌               | 国鉄ワ52457  | ワ173      | 廃線まで在籍          |
| 貨車         | 温泉   | ワフ1        | 1923年   | 1923年 | 岡部鉄工所             |              | ワブ151    | 1937年12月            |
| 貨車         | 温泉   | ワフ2        | 1923年   | 1923年 | 岡部鉄工所             |              | ワブ152    | 1937年3月             |
| 貨車         | 小浜   | ワ4→ワブ4    | 1926年   |        | 神戸工場               | 国鉄ワフ4993 | ワブ153    | 1937年12月            |
| 貨車         | 小浜   | ワ5→ワブ5    | 1926年   |        | 神戸工場               | 国鉄ワフ5264 | ワブ154    | 廃線まで在籍          |
| 貨車         | 温泉   | ト1-5        | 1923年   |        |                        | 島原鉄道     |            | 廃車日不明            |
| ガソリンカー | 小浜   | カハ1        | 1929年   | 1929年 | 日本車輌               |              | カハ11     | 廃線まで在籍          |
| ガソリンカー | 小浜   | カハ2        | 1929年   | 1929年 | 日本車輌               |              | カハ12     | 廃線まで在籍          |
| ガソリンカー | 温泉   | カハ5        | 1929年   | 1929年 | 東洋車輌               |              | カハ16     | 1937年3月             |
| ガソリンカー | 雲仙   | カハ21・22   | 1936年   | 1936年 | 日本車輌               |              | 改番なし   | 廃線まで在籍          |

### 車両数の変遷
| 年度    | 機関車 | 機関車 | 動車     | 動車     | 客車 | 客車 | 貨車 | 貨車 | 貨車 | 貨車 |
| 年度    | 蒸気   | 蒸気   | ガソリン | ガソリン |      |      | 有蓋 | 有蓋 | 無蓋 | 無蓋 |
| 年度    | 温泉   | 小浜   | 温泉     | 小浜     | 温泉 | 小浜 | 温泉 | 小浜 | 温泉 | 小浜 |
| ------- | ------ | ------ | -------- | -------- | ---- | ---- | ---- | ---- | ---- | ---- |
| 1923    | 1      |        |          |          | 3    |      | 4    |      | 0    |      |
| 1924    | 1      |        |          |          | 3    |      | 4    |      | 5    |      |
| 1925    | 1      |        |          |          | 5    |      | 4    |      | 5    |      |
| 1926    | 2      | 2      |          |          | 6    | 3    | 4    | 3    | 5    | 0    |
| 1927    | 2      | 2      |          |          | 5    | 3    | 4    | 3    | 5    | 0    |
| 1928    | 2      | 2      |          |          | 5    | 5    | 4    | 3    | 5    | 0    |
| 1929    | 2      | 2      | 1        | 2        | 5    | 5    | 4    | 3    | 5    | 0    |
| 1930-32 | 2      | 2      | 1        | 2        | 5    | 5    | 4    | 3    | 0    | 0    |
| 1933-35 | 4      | 4      | 3        | 3        | 10   | 10   | 7    | 7    | 0    | 0    |
| 1936    | 2      | 2      | 4        | 4        | 8    | 8    | 6    | 6    | 0    | 0    |
| 1937    | 2      | 2      | 4        | 4        | 4    | 4    | 5    | 5    | 0    | 0    |

- 鉄道院鉄道統計資料、鉄道省鉄道統計資料、鉄道統計資料より